# Ділильна лійка

Ділильні лійки:
А —конусоподібна,
В — циліндрична

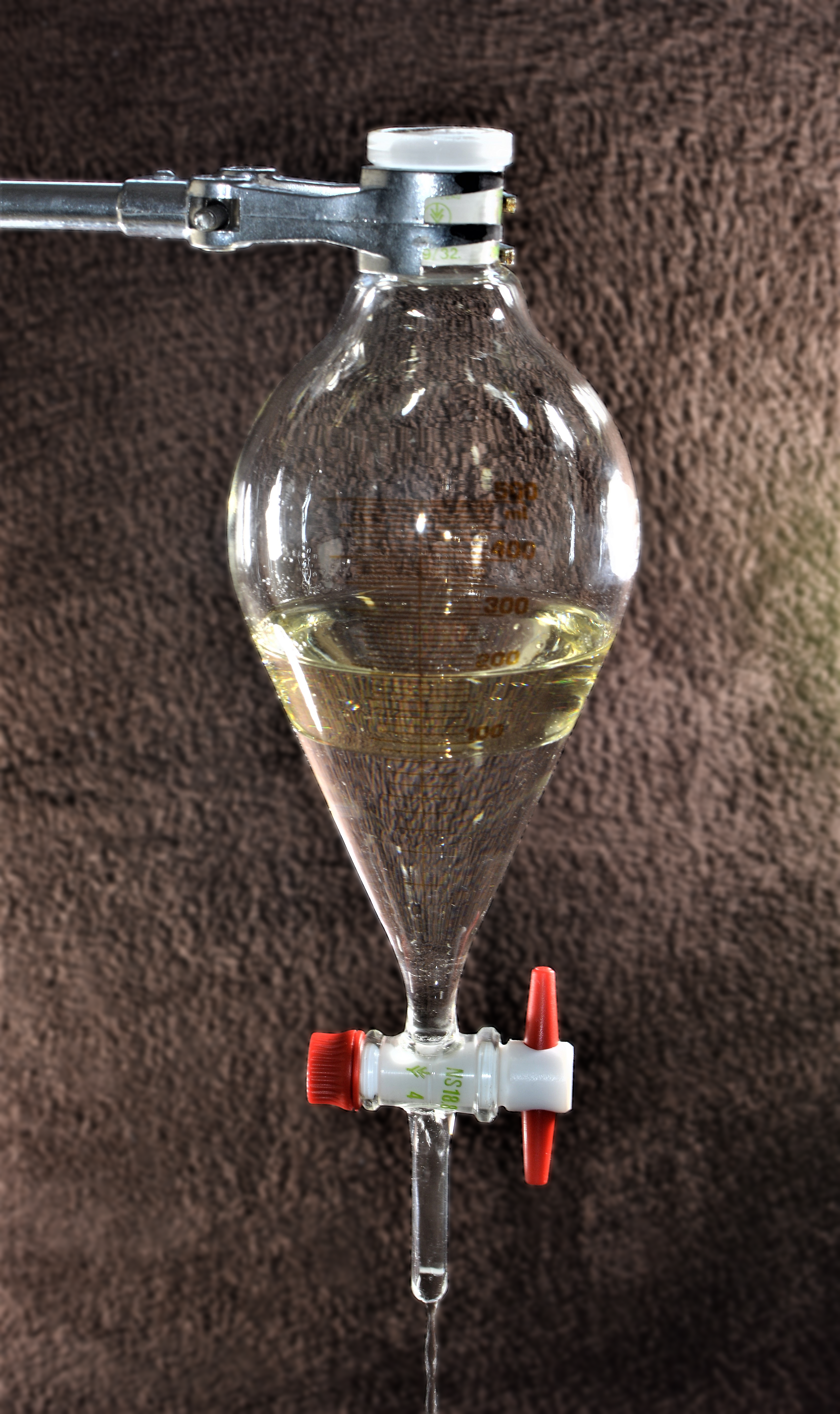
Органічна фаза і водний розчин (знизу). Водний розчин випускається через кран.

Ділильна лійка — скляна посудина, часто конічної форми, що використовується у лабораторії для розділення рідин, що не змішуються.

Ділильна лійка має зверху макрошліф і закривається відповідним корком, а знизу - кран для випуску. Якщо таку посудину наповнити двома рідинами, що не змішуються (двома фазами), то рідина із більшою густиною опускається вниз (наприклад у випадку суміші вода/олія, вода буде знизу) і її можна випустити краном у іншу посудину. Оскільки ділильна лійка має конічну форму з трубкою, це дозволяє точне розділення рідин, тобто можна закрити кран перед тим як почне витікати вже легка фаза, що була зверху.

## Використання
Ділильна лійка використовується у лабораторіях для виконання аналізів, органічних синтезів для екстракції речовини із одного розчину в інший. Для проведення цього процесу додають незмішуваний розчинник (екстрагент) до розчину, що містить суміш речовин і екстрагують певну речовину у цей розчинник. Після багаторазових струшувань, розділення фаз, спускання розчинника із посудини і додавання нового проходить виділення (екстракція) необхідної до виділення речовини. Така поведінка рідин, що не змішуються описана Законом розподілу Нернста. Екстракція рідини рідиною є методом розділення та очистки речовин.

1. Ділильна лійка встановлюється у круг штатива та наповнюється розчином з якого буде проведена екстракція. Після цього додається екстрагент.
2. Ділильна лійка закривається корком.
3. Проводиться струшування рідин таким чином щоб корок фіксувався долонею, а випускна трубка не була напрямлена до обличчя.
4. Вирівнювання тиску через повільне відкриття крану.
5. Струшування рідин знову.
6. Вирівнювання тиску. Струшування рідин і вирівнювання тиску проводиться до тих пір, доти не буде збільшуватися тиск у посудині.
7. Ділильна лійка встановлюється у круг штатива та очікується розділення двох фаз.
8. Коли фази розділилися, можна відкрити корок.
9. Рідини можна окремо відділити у різні посудини, або долити новий екстрагент і повторити процес[1][2].